# Якшаево
Якшаево (баш. Яҡшай) — деревня в Туймазинском районе Республики Башкортостан Российской Федерации. Входит в состав Каратовского сельсовета.

## География

### Географическое положение
Расстояние до:
- районного центра (Туймазы): 47 км,
- центра сельсовета (Каратово): 5 км,
- ближайшей ж/д станции (Туймазы): 47 км.

## Население
| 2002 | 2009 | 2010 |
| ---- | ---- | ---- |
| 97   | ↘93  | ↘85  |

Национальный состав
Согласно переписи 2002 года, преобладающие национальности — татары (66 %), башкиры (34 %).